# 102-es főút (Magyarország)
A 102-es számú főút az 1-es főút herceghalmi elágazásától a 10-es út pilisjászfalui csomópontjáig tart; hossza 23 kilométer. Az útszakasz nagy része (Zsámbék és Pilisjászfalu között) 2013-ig az 1104-es, Zsámbék és Herceghalom között az 1101-es számmal mellékút volt.
Jelentősége abban áll – az érintett települések összekötésén felül –, hogy a pilisi térségnek lényegében ez az egyetlen, Budapestet elkerülő olyan útvonala, amely összeköti a régiót az M1-es autópályával, illetve könnyű megközelítést biztosít az M0-s autóút és a Budapestről az ország déli része felé vezető autópályák, főutak irányába. Esztergom és a térségi települések jobb közlekedési kapcsolatainak biztosítása érdekében, illetve az esztergomi Magyar Suzuki Zrt.-vel kötött stratégiai megállapodás értelmében tervezés alatt áll az R11-es gyorsút, amely a tervek szerint tehermentesítené az utat a megnövekedett forgalom alól.

## Nyomvonala
A 102-es főút a Zsámbéki-medence legfontosabb útvonala, nagyjából észak-déli irányban halad a medence nyugati széle közelében. Teljes hosszában a budapesti agglomerációban halad. Herceghalom közigazgatási területén indul, az M1-es autópálya itteni csomópontjának északi szélétől, az 1101-es út folytatásaként, kezdetben északnyugati irányban. Néhány kilométer után eltávolodik a Békás-pataktól és Zsámbék széléig az abból kiágazó Zsámbéki-patak folyását követi. Zsámbékra beérve északkeleti irányt vesz, majd a kisváros központjának déli szélén beletorkollik Bicske-Mány felől az 1104-es út, kicsivel arrébb pedig Budakeszi-Páty felől az 1102-es út, amelynek egyenes irányú folytatásaként északnyugati irányban halad, majd a kisváros katolikus templománál éles iránytöréssel ismét északkeletnek fordul.
Zsámbékot elhagyva átmenet nélkül éri el a várossal gyakorlatilag összenőtt Tök települést, keresztülhalad annak központján is északi irányba tartva, majd körülbelül másfél kilométernyi külterületi szakasza következik, ahol északkelet felé tart. Perbálra beérve ismét a falu központját szeli keresztül, itt ismét beletorkollik egy alsóbbrendű út, a Budakeszi-Telki-Budajenő felől érkező 1103-as út, amelyen a Zsámbéknál Páty felé elágazó úthoz hasonlóan könnyedén elérhető a főváros. Perbált elhagyva hosszabb külterületi szakasza következik több éles, közel 90 fokos kanyarral, melyek az előjelzések és a sebességkorlátozások ellenére gyakori baleseti helyszínek. Itt ér át a Budakeszi járás területéről a Pilisvörösvári járásba. Tinnye területére érve is több éles kanyart vesz, ezek között akad olyan is, amelyre 30 kilométeres sebességkorlátozás vonatkozik.
Tinnye szélén ismét keresztezi – immár a forrása közelében – az egész Zsámbéki-medencén végigkanyargó Békás-patakot, a település központjában pedig két elágazása van: előbb az 1133-as út ágazik ki belőle, Piliscsaba és a népszerű kirándulóhelynek, horgászhelynek számító Garancsi-tó irányába, majd az 1106-os út torkollik bele Dorog-Csolnok-Dág-Úny irányából. Tinnye belterületét elhagyva elhalad a községhez tartozó Királyvölgyi lakópark mellett – itt egészen közel kerül Pest és Komárom-Esztergom vármegyék határához (Úny közigazgatási területéhez), de nem lépi azt át –, mert Pilisjászfalu területére érve, a településközpont közelében beletorkollik a 10-es főútba, annak 29+800-as kilométerszelvényénél.
Teljes hossza, az országos közutak térképes nyilvántartását szolgáló kira.gov.hu adatbázisa szerint 21,094 kilométer.

## Története
1934-ben a kereskedelem- és közlekedésügyi miniszter 70 846/1934. számú rendelete az akkori 1-es (ma 10-es) főút és Zsámbék közti szakaszát harmadrendű főúttá nyilvánította, a Bicskén át egészen Söréd-Bodajk térségéig húzódó 806-os főút részeként.
2013-ig az útvonal nagy része négy számjegyű útnak számított, 1101-es, illetve 1104-es számozással. Már ekkor tervbe volt véve az út olyan módon történő fejlesztése, hogy az elkerülje az érintett települések belterületeit, csökkentve így azok forgalomterhelését. Ezzel kapcsolatban végül 2015-ben született kormányhatározat, melyben megvalósítási határidőként 2020. december 31. szerepelt.
A fejlesztés ügyében lefolytatott szakmai viták során két fő nyomvonalverzió alakult ki: ezek egyike Tinnye után nagyjából a Zsámbéki-medence közepén haladna Perbál, Tök és Zsámbék belterületétől keletre. A másik alternatíva szerint viszont az útvonal még Tinnye előtt dél-délnyugati irányba fordulna és nyugat felől kerülné meg a Nyakas-hegy tömbjét. A keleti nyomvonal várhatóan valóban tehermentesítené az érintett településeket az átmenő forgalomtól, ellenzői azonban félnek a környezetszennyező hatásától, a kétszer két sávos kialakítás miatt elképzelhető forgalomnövekedés állandó zajterhelésétől és attól, hogy egy esetleges útlezárás miatt már az így megnövekedett forgalom haladna át – még ha csak átmeneti, eseti jelleggel is – a településeken. A nyugati nyomvonal kivitelezése ezzel szemben távolabb vezetne a településektől, ám a domborzati viszonyok miatt valószínűleg jóval magasabb költségű lenne és ellenzői szerint az átmenő forgalom nagy része továbbra is megmaradna a településeket átszelő eredeti nyomvonalon.
A nyugati nyomvonal támogatására 2016-ban lakossági aláírásgyűjtés indult. Vélhetően részben ennek a hatására Lázár János 2016. október 13-án bejelentette, hogy a nyugati változat győzött, azt fogják megvalósítani. Ezzel együtt azonban az időközben R11-es gyorsútra, majd M100-as autóútra nevezett projekt céldátumai is kitolódtak: az építkezés megkezdésének időpontja 2019-re, a befejezésé pedig 2022-re módosult. Az autóút építését 2022-ben elhalasztották. A már építési engedéllyel rendelkező gyorsforgalmi autóút kivitelezésére 2024-ben feltételes közbeszerzési eljárást írnak ki – erre Lázár János tett ígéretet a térség országgyűlési képviselőinek.